# Percy French

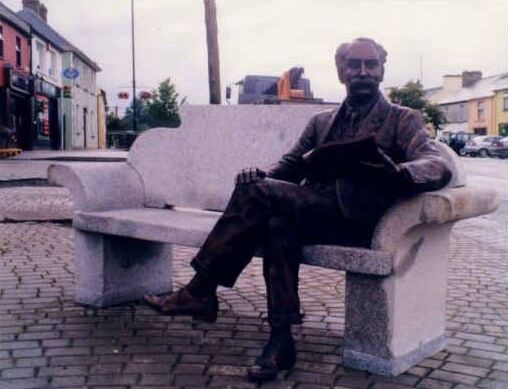
Figura de bronce de Percy French en la plaza principal de Ballyjamesduff

William Percy French (1 de mayo de 1854 - 24 de enero de 1920) fue un compositor, autor, poeta, animador y pintor irlandés.

## Vida
French nació en Clooneyquinn House, cerca de Tulsk, condado de Roscommon, hijo de un propietario angloirlandés, Christopher French, y Susan Emma French (de soltera Percy). Fue el tercero de nueve hijos. Su hermana menor, Emily, más tarde Emily de Burg Daly, también fue escritora.
Fue educado en Inglaterra en Kirk Langley y Windermere College antes de ir a Foyle College en Derry y escribió su primera canción exitosa mientras estudiaba en Trinity College Dublin (TCD) en 1877 para un concierto de fumadores. La canción, «Abdul Abulbul Amir», se publicó en 200 copias por cinco libras esterlinas y French vendió cada copia por 2s 6d, haciendo una pequeña fortuna. Sin embargo, omitió fatalmente registrar los derechos de autor de la canción y perdió todos los ingresos posteriores de las regalías, ya que se volvió a publicar sin su nombre. Las regalías fueron devueltas a su viuda e hijas después de su muerte. Más tarde, la canción se hizo muy popular y otros autores la reclamaron falsamente. Aunque perdió los derechos de autor, French siempre reivindicó la autoría y lo hizo en la portada de su canción «Slattery's Mounted Fut» (1889) y en cada número del semanario The Jarvey. Brendan O'Dowda afirmó haber descubierto, a través de la popularidad de las versiones de la canción en las academias militares estadounidenses en la década de 1980, que French había escrito la letra mientras estaba en el Trinity College. Se atribuyó la responsabilidad de la restauración de las regalías en la década de 1980. Ettie French da un relato diferente de cómo se restauraron las regalías en su libro Willie (1995) sobre la vida de su padre. Ella afirmó que las regalías fueron devueltas a la familia en la década de 1940. La balada se asemeja a una parodia de ópera cómica. «Pot Skivers» eran las camareras de la universidad, por lo que Ivan «Potschjinski» Skivar sería un príncipe menos que noble, y como Bulbul es un nombre dialéctico árabe del ruiseñor, Abdul era, por lo tanto, un emir (príncipe) «ruiseñor» petulante. Cuando French murió, nada rico, se le debía una fortuna en regalías impagas. Una ganancia inesperada en regalías llegó a su familia en la década de 1940 de «Abdullah Abulbul Ameer» y «Phil the Fluter's Ball».

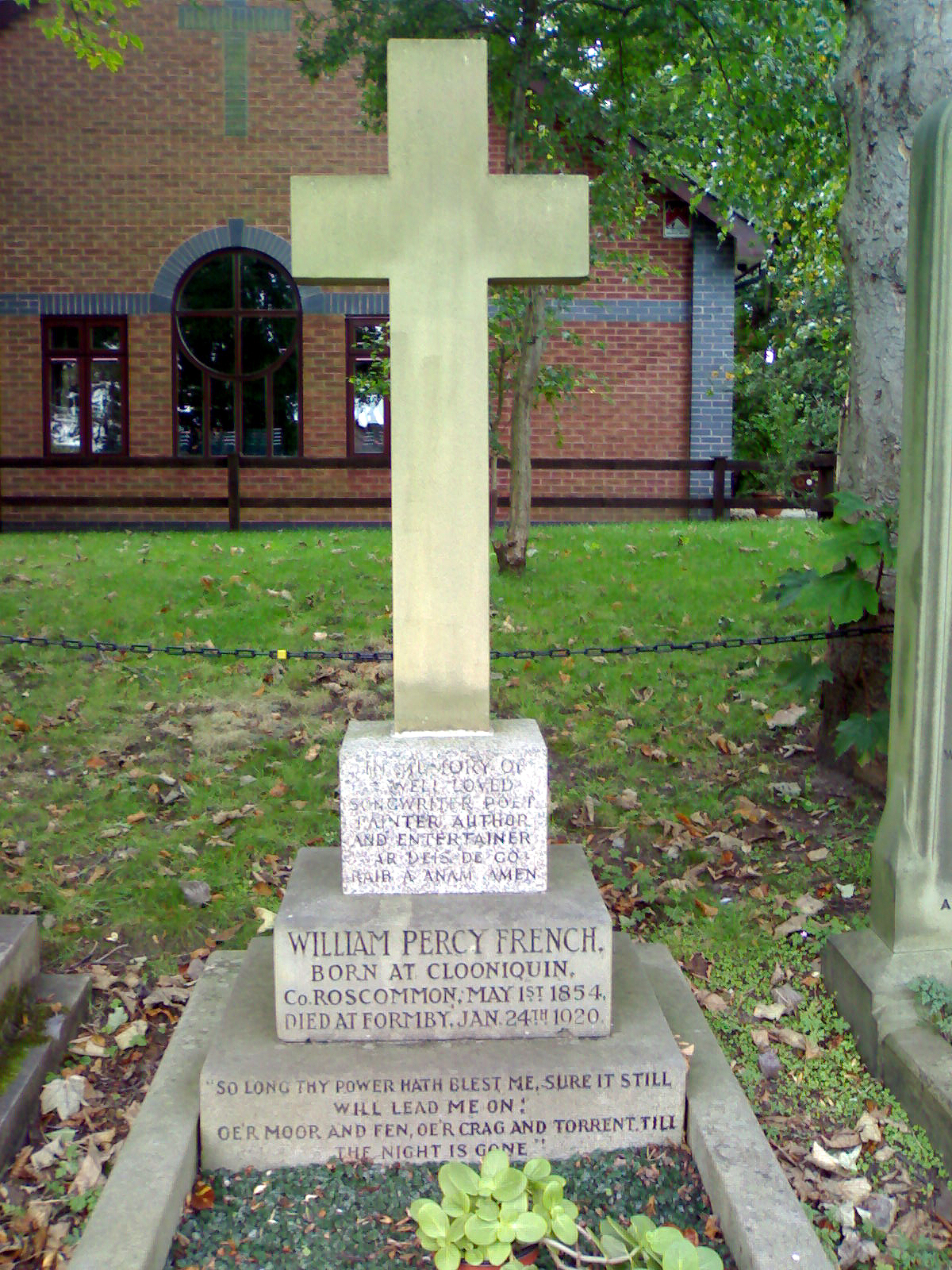
La tumba de Percy French en la iglesia de St Luke, Formby